# هيرفنت

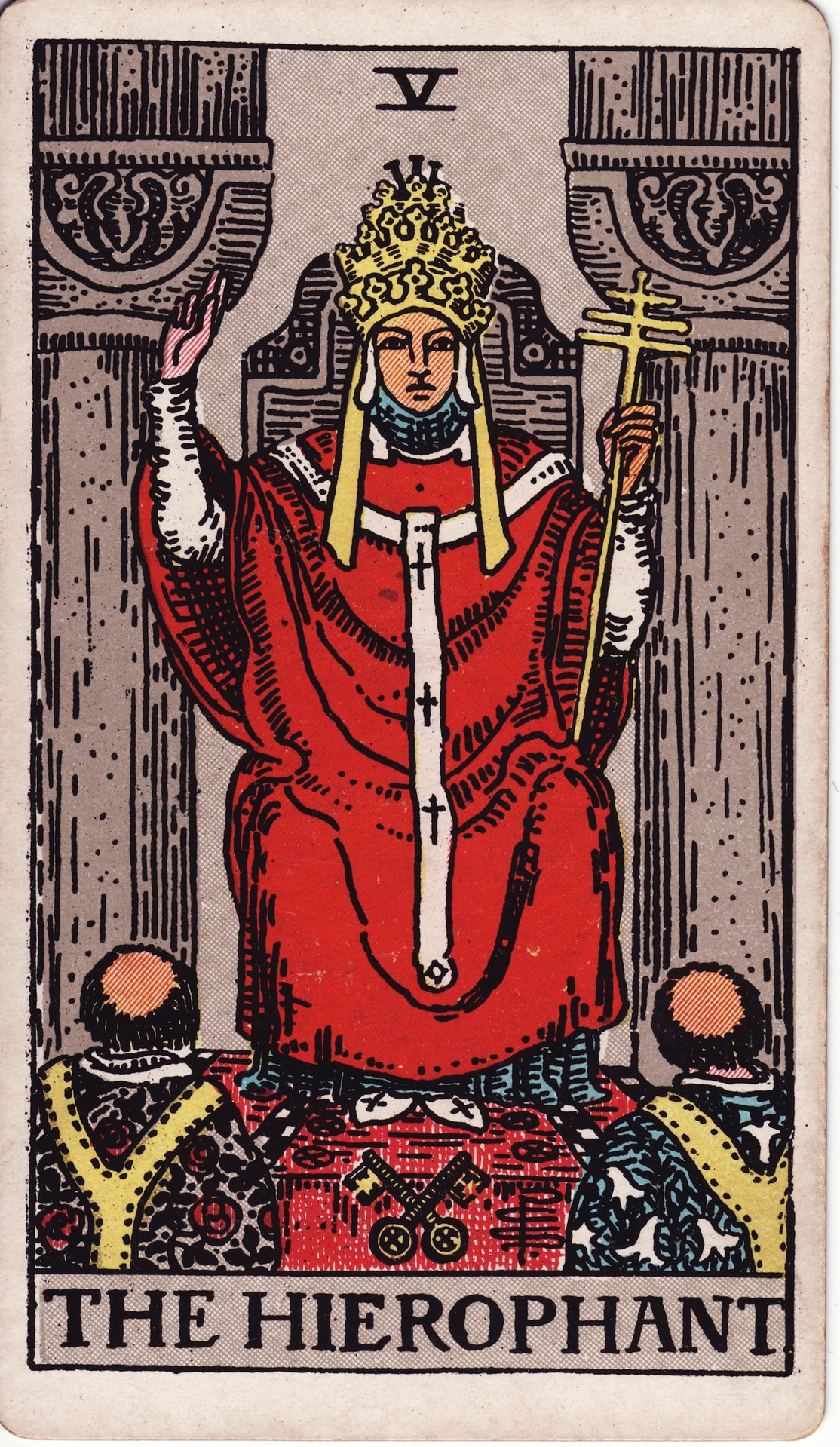
البطاقة الخامسة في الأركان الرئيسة في التاروت، وهي مُخصصة للهيروفانت.

هَيْرَفَنْتْ (بالإنجليزية: Hierophant)‏، أو هيروفاثس ἱεροφάντης أو هَايروفَنْت أو هيروفانت؛ هو كاهن إغريقي قديم، والذي يُفسِّر أو يُؤوِّلُ أو يشرح الأسرار الدينية، وهو مَن يُعلم أو يُلقِّن شعائر القرابين والعبادة أو هو مَن يُري الأمور المُقدَّسة. وهو الشخص الذي يُحضر المُريدين إلى حضرة ما يعتبر مقدسًا. على هذا النحو، فإن الهيروفانت هو مترجم الأسرار المقدسة والأركان Arcane، وهي أسس الملة أو الطائفة أو العبادة.
تشتق الكلمة من اليونانية القديمة، حيث تُبنى من مزيج من τὰ ἱερά (تا هييرا، أي "المقدس") وφαίνειν (فَانيان، "إظهار")، ويكون المعنى العام هو "إظهار أو كشف المقدس".

## الكهنوت اليوناني
في أتيكا، كان هيروفانت هو لقب رئيس الكهنة في الأسرار الإليوسينية. لقد كان منصبًا موروثًا ضمن عائلات فيلايداي أو يومولبيداي. وقد ورث منصب هيروفانت والكاهنة الكبرى وكاهنة ددوشوسة ضمن عائلات فيلايداي أو يومولبيداي، وكان هيروفانت والكاهنة الكبرى متساويين في الرتبة. وكانت مهمة الكاهنة الكبرى هي انتحال دور الإلهتين ديميتر وبيرسيفوني في التشريع أثناء الأسرار.

## في الثقافة الحديثة
في مجموعة التاروت رايدر وايت وألعاب الطاولة المشابهة، تعد بطاقة الهيروفانت واحدة من اثنين وعشرين ورقة رابحة تتألف منها "الأركان الرئيسة أو الكبرى"، وتمثل التوافق مع المعايير الاجتماعية، أو الاحترام للنظام الأخلاقي الاجتماعي الراسخ. وبوصفه دليلًا إلى المعرفة والبصيرة والحكمة، في قراءة التاروت، قد يمثل، على سبيل المثال، كاهنا أو عالما أو معالجا أو معلما، وربما مشابها لبطاقات الناسك أو ملك الكؤوس.

كتب أ.إي وايت أن الهيروفانت:
...يرمز أيضًا إلى كل الأشياء الصالحة والمقدسة في الجانب الظاهر. على هذا النحو، فهو قناة النعمة التي تنتمي إلى عالم المؤسسات الذي يختلف عن عالم الطبيعة، وهو قائد الخلاص للجنس البشري ككل. فهو النظام ورأس التسلسل المعترف به، وهو انعكاس لنظام هرمي آخر وأعظم؛ ولكن قد يحدث أن ينسى البابا أهمية حالته الرمزية ويتصرف كما لو أنه يحتوي ضمن تدابيره المناسبة على كل ما تعنيه علامته أو يسعى رمزه إلى إظهاره. فهو ليس فلسفة، كما كان يُعتقد، إلا من الناحية اللاهوتية؛ فهو ليس مصدر إلهام؛ وليس هو ديناً، وإن كان وسيلة للتعبير عنه.